# Pistolet Browning 125
Browning 125 – belgijski pistolet samopowtarzalny, zmodernizowana wersja pistoletu M1910/22.

## Historia
W 1950 roku zakłady FN wznowiły produkcję pistoletu Browning M1910/22. Pod koniec lat 50. podjęto decyzję o jego modernizacji. Zmiany miały charakter kosmetyczny. Poza skróceniem pierścienia oporowego lufy budowa wewnętrzna pistoletu nie zmieniła się. Większe były zmiany zewnętrzne. Pistolety M1910/22 były bronią przeznaczona do samoobrony, ale postęp techniczny sprawił, że z tego segmentu rynku został prawie całkowicie wyparty przez nowsze konstrukcje, a coraz ostrzejsze prawo zmniejszało liczbę osób mogących na co dzień nosić przy sobie broń. Dlatego postanowiono przekształcić M1910/22 w broń przeznaczoną do obrony domu i amatorskiego strzelania sportowego. Zmodernizowany pistolet wyposażono w wyższą muszkę i regulowany celownik. Zastosowano także wygodniejsze okładziny chwytu wykonane z drewna.
Produkcję nowego pistoletu rozpoczęto w 1959 roku. Pomimo że nowa broń była właściwie niewielką modernizacją pistoletu M1910/22 ze względów marketingowych otrzymała nowa nazwę Browning 125.
Produkcję pistoletu Browning 125 zakończono w 1980 roku.

## Opis
Browning 125 był bronią samopowtarzalną. Zasada działania oparta na odrzucie zamka swobodnego. Mechanizm spustowy bezkurkowy.
Bezpiecznik nastawny. Skrzydełko bezpiecznika po lewej stronie zamka. Dodatkowo Browning 125 posiadał automatyczny bezpiecznik chwytowy.
Browning 125 był zasilany z wymiennego, jednorzędowego magazynka pudełkowego o pojemności 9 lub 8 naboi (zależnie od kalibru), umieszczonego w chwycie. Przycisk zwalniania magazynka znajdował się u dołu chwytu.
Lufa gwintowana.
Przyrządy celownicze mechaniczne składały się z muszki i regulowanej szczerbiny.